# 岩郷重力
岩郷 重力（いわごう じゅうりょく、1960年8月12日 - ）は、日本のブックデザイナー。「WONDER WORKZ。」名義でSFやミステリのブックデザインを手掛ける。本名は、吉永和哉。日本推理作家協会会員。

## 経歴
高知県土佐市で生まれ、高知市で育つ。高知西高等学校時代に「高知SF研究会」を創設。会員に、後の翻訳家・大森望や細美遥子らがいた。
大阪芸術大学デザイン学科に進学。のちの漫画家島本和彦と同じ下宿に住み、島本の自伝的作品『アオイホノオ』に登場する下宿の先輩のモデルとなる。京大に進学していた大森らと関西海外SF研究会等に参加しSFファン活動を続ける。
大学卒業後、広告デザインの会社に勤務するかたわら、大森の紹介により1989年からブックデザインを開始。以降、早川書房・東京創元社などでSF・ミステリを中心に多数の書籍のデザインを担当している。
「岩郷重力 + Y.S」「岩郷重力＋R.F.」などといった、共同担当者がいる名義もある。

## 参考資料
- 『SFマガジン』2009年12月号、「特別対談 岩郷重力×大森望」（文庫デザイン1000冊達成記念）